# Anohni
Ne doit pas être confondu avec Anthony Hegarty.
Anohni (stylisé ANOHNI), née le 24 octobre 1971 à Chichester (Angleterre), est une chanteuse, compositrice et artiste visuelle anglaise qui réside aux États-Unis.
Femme trans, elle s'est d'abord fait connaître sous son nom de naissance Antony Hegarty, ou simplement sous le prénom Antony, comme leader du groupe Antony and the Johnsons. Elle a pris publiquement le nom d'Anohni à partir de 2015.
Elle sort son premier album solo en 2016, Hopelessness. En 2022, elle revient avec six morceaux chantés sur l'album In Amber de Hercules and Love Affair.

## Biographie
Elle commence sur scène dans les années 1990 avec le groupe The Blacklips Performance Cult, troupe de drag queens et performeurs underground. Puis, elle se fait connaître avec le groupe Antony and the Johnsons, nommé en hommage à l'activiste Marsha P. Johnson, icône des luttes LGBT+. L'une de ses chansons lui est d'ailleurs dédiée : River of Sorrow.
En mai 2016, elle publie son premier album solo, Hopelessness sur le label Secretly Canadian. L'artiste y évoque les inquiétudes qui l'animent autour des catastrophes écologiques, de la surveillance globale et du terrorisme. Les sonorités, plus électroniques que par le passé, ont été façonnées par Daniel Lopatin, alias Oneohtrix Point Never, et Hudson Mohawke. La pochette, mettant en scène son identité transgenre, est réalisée par Inez & Vinoodh. L'année suivante, elle publie un EP intitulé Paradise.
Après cinq ans d'absence, elle effectue un retour en 2022 en collaborant étroitement avec Andy Butler, en composant avec lui. Elle chante six chansons sur l'album In Amber de Hercules and Love Affair qui sort en juin 2022, figurant notamment sur les singles "One" et "Poisonous Storytelling". Elle est aussi intervenue dans l'orchestration et a notamment choisi de travailler avec Budgie, batteur de Siouxsie and the Banshees et du groupe the Creatures dont elle est fan.

## Figure de la communauté LGBT+
Militante féministe et trans, ses chansons résonnent au sein de la communauté LGBT+. En 2016, elle est la première artiste trans à être nommée aux Oscars du cinéma : elle boycotte la cérémonie car les organisateurs ne l'avaient pas conviée à chanter sur scène comme tous les autres nommés de sa catégorie.

## Arts plastiques
Anohni est également peintre et sculptrice. En août 2017, elle propose sa vision des féminismes à travers une série d'expositions, de concerts et de débats organisés à Aarhus (Danemark), capitale européenne de la culture 2017. Pour son Future Feminism Festival, la musicienne s'entoure notamment des artistes Johanna Constantine, Bianca et Sierra Casady ou de la réalisatrice Kembra Pfahler.

## Discographie
Avant 2016, voir Antony and the Johnsons
- 2016 : Hopelessness (Rough Trade Records)
- 2017 : Paradise (EP) (Rough Trade Records)
- 2023 : My Back Was a Bridge for You to Cross[6] (Rough Trade Records)

## Participations
- Anohni fait une courte apparition dans le film Animal Factory de Steve Buscemi (2000)
- Elle chante en ouverture du film Wild Side de Sébastien Lifshitz (2004).
- En invité sur Beautiful Boyz sur l'album de CocoRosie: Noah's Ark (2005)
- Happy Xmas (War is over) avec Boy George sur l'album War Child Help: a Day in the Life (2005)
- Anohni chante If It Be Your Will (de Leonard Cohen) as a part of Hal Willner's Came So Far For Beauty concerts à l'Opéra de Sydney, Australie, 2005; Cette performance sera incluse plus tard dans le film Leonard Cohen: I'm Your Man, un hommage à Leonard Cohen.
- One more try sur l'album de My Robot Friend Dial 0 (2006, Soma Recordings)
- Duo avec Joan Wasser alias Joan as Police Woman sur sa chanson I Defy de son album Real Life (2006)
- Anohni chante sur le mini album de Michael Cashmore The Snow Abides, dont les textes sont écrits par David Tibet (2006)
- Anohni chante Candy Says et participe aux chœurs (avec Sharon Jones et une chorale d'enfants) sur la première représentation complète de l'album Berlin de Lou Reed à St Ann's Warehouse, NYC, décembre 2006 [7]ainsi qu'à l'Opéra national de Sydney, Australie, 2007.
- Anohni enregistre deux morceaux en duo avec Björk sur son album Volta : Dull Flame of Desire, ainsi que My Juvenile (2007)
- A repris Knockin' on Heaven's Door de Bob Dylan sur la bande originale du film I'm Not There de Todd Haynes, un film biographique sur Dylan (2007)
- Elle coécrit et chante pour les titres Time Will, You belong, Blind, Easy et Raise me up de l'album collectif Hercules and Love Affair créé par le new-yorkais Andrew Butler (2008)
- Duo avec Bryce Dessner sur la chanson I Was Young When I Left Home de Bob Dylan sur la compilation Dark Was the Night
- Duo avec Marianne Faithfull sur la chanson Ooh Baby Baby de Smokey Robinson sur l'album de reprises de cette dernière Easy Come, Easy Go (2008)
- Duo avec Franco Battiato sur la chanson Del suo veloce volo version italienne de Frankenstein, l'enregistrement apparaît sur l'album Fleurs 2 (2009)
- Nessun dorma avec le Roma Sinfonietta Orchestra sur le site Lavazza(2009)
- Joue et chante dans le spectacle The Life and Death of Marina Abramovic de et avec Marina Abramovic mis en scène par Bob Wilson au Festival International de Manchester (juillet 2011)
- Elle chante avec le groupe Jessica 6 le titre Prisoner of Love, inclus dans le premier album du groupe, See the Light en 2011. Un clip vidéo pour promouvoir la chanson a été partagé sur Youtube
- Anohni Hegarty prête sa voix au morceau Atom Dance écrit et composé par Björk, paru sur l'album Vulnicura en 2015.
- En 2022, Anohni chante sur le disque de Hercules and Love Affair In Amber sur six titres : One, Christian Prayers, Contempt for You, Killing his Family, Who Will Save Us?, Poisonous Storytelling. In Amber sort en juin chez Skint Records/BMG.

Voir aussi les nombreuses participations de l'artiste solo sur la page de Antony and the Johnsons.

## Filmographie

### Comme actrice
- 2000 : Animal Factory de Steve Buscemi : Toni Johnson (créditée sous le nom d'Antony)
- 2004 : Wild Side de Sébastien Lifshitz : le chanteur du café (créditée sous le nom d'Antony Hegarty)
- 2005 : Hidden Inside Mountains (court métrage) de Laurie Anderson (créditée sous le nom d'Antony)
- annoncé : Händel de Franco Battiato

### Comme musicienne
- 2004 : Wild Side de Sébastien Lifshitz - composition et interprétation de la chanson originale
- 2015 : Racing Extinction (en) (documentaire) de Louie Psihoyos - paroles et interprétation de la chanson originale Manta Ray